# فرودگاه بیلدودالور

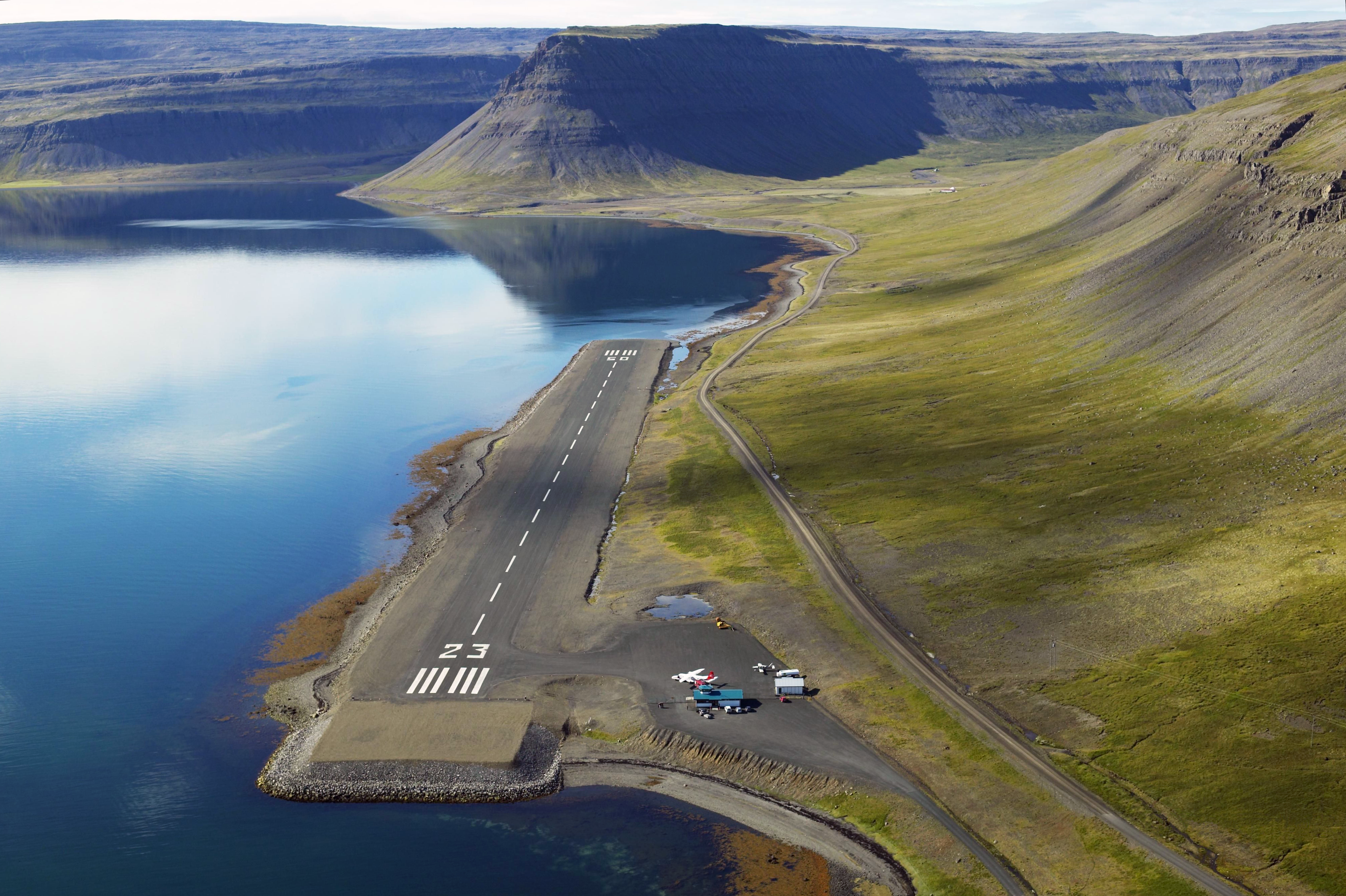
فرودگاه بیلدودالور از بالا

فرودگاه بیلدودالور (به انگلیسی: Bíldudalur Airport) یک فرودگاه همگانی با کد یاتا BIU است که یک باند فرود آسفالت دارد و طول باند آن ۹۴۰ متر است. این فرودگاه در کشور ایسلند قرار دارد و در ارتفاع ۸ متری از سطح دریا واقع شده‌است.

## شرکت‌های هواپیمایی و مقصدهای پروازی
| شرکت‌های هواپیمایی | مقصدهای پروازی |
| ----------------- | -------------- |
| Eagle Air         | ریکیاویک       |